# ريك بارتون
ريك بارتون (بالإنجليزية: Rick Barton)‏ هو دبلوماسي وعالم سياسة أمريكي، ولد في 5 سبتمبر 1949.